# Parque de Bombas
El Parque de Bombas es un edificio que se halla ubicado en la plaza principal de la ciudad de Ponce, Puerto Rico, en el centro de la ciudad, relativamente cerca del Aeropuerto Internacional Mercedita, la autopista Luis A. Ferré, y varios hoteles de la ciudad. Antigua estación de bomberos famosa por su historia, el Parque ha sido reconocido por su papel histórico y arquitectónico en la sociedad puertorriqueña. 

## Historia
En 1882 la población de Ponce, así como la del resto de las ciudades del sur de Puerto Rico, que en ese tiempo era todavía una provincia de España, estaba creciendo; reconociendo la necesidad de una estación de bomberos, el gobierno determinó construir una. Un soldado del ejército español, el teniente coronel Máximo Meana estaba en Puerto Rico para ese tiempo; siendo también arquitecto profesional, desde Madrid se le encomendó construir el Parque de Bombas. Meana procedió a diseñar y construir la estructura que, afortunadamente para los habitantes del sur de la isla, se inauguró a finales del 1882, a tiempo para ser la sede de la convención de agricultores de Puerto Rico. Durante la convención, los participantes, que estaban promoviendo sus productos y servicios de agricultura, se mantuvieron dentro del edificio. La primera brigada de bomberos que trabajaría en el edificio se ubicó poco después.
En 1883, un enorme fuego amenazó las vidas de los habitantes del sur de Puerto Rico, así como la economía del país. Los bomberos ubicados en el Parque de Bombas lucharon con el fuego por mucho tiempo, tomándoles varios días extinguir el mismo. Por esa razón, el grupo ha sido honrado muchas veces en Ponce y el resto de Puerto Rico; aún hoy en día se encuentra una foto de los bomberos de Ponce envueltos en la situación colgada en las paredes del Parque de Bombas. En 1983, el centenario de la victoria de la brigada sobre el famoso incendio fue conmemorada en la estación.
En 1885, la estación se nombró oficialmente como Estación de Bomberos de Ponce, de forma que toda operación relacionada con Ponce y las ciudades adyacentes era atendida desde el Parque de Bombas; en ese tiempo, Máximo Meana, el arquitecto de la estación, fue nombrado alcalde de Ponce.

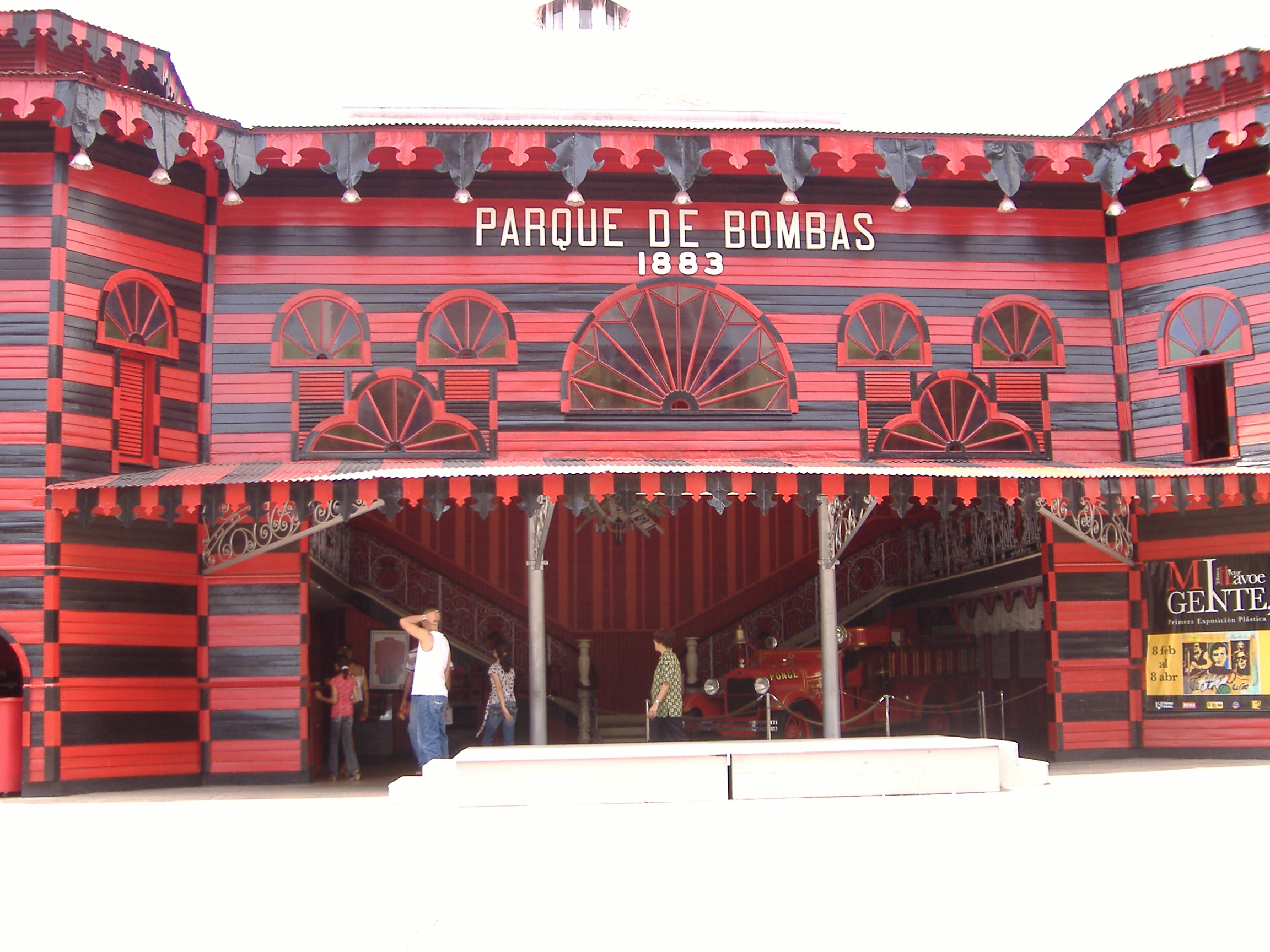
Vista frontal de la antigua estación de bomberos.

La estación siguió operando en la ciudad hasta 1990, habiendo funcionado un total de 108 años como una estación de bomberos. Antes de ser cerrada, se convirtió en un museo; la estación había convertido en una gran atracción turística, y aun así siguió operando hasta su clausura; muchas veces, los mismos bomberos se ofrecían como voluntarios a darle a los visitantes una visita gratis al parque cuando no estaban atendiendo una emergencia. Son notables los artículos usados por la brigada del 1882 para combatir el fuego del 1883 mencionado anteriormente, y otros artefactos de importancia histórica.
Tras su cierre en 1990, el edificio ha seguido preservado como un museo. De acuerdo a algunas estimaciones, el museo del Parque de Bombas es uno de los lugares más visitados de Ponce anualmente.

## Arquitectura
El Parque de Bombas está ubicado en lo que es conocido en Puerto Rico, España, y Latinoamérica como la "plaza de la ciudad". Las plazas usualmente incluyen fuentes de agua, árboles, bancas, una iglesia católica y veredas para caminar. El Parque de Bombas está justo detrás de la iglesia católica de la ciudad, ambos en el centro de la plaza.
La estación convertida en museo refleja el estilo arquitectónico imperante en la España de los 1880; construida en su mayor parte en madera, tiene la apariencia de un castillo o de una mansión española de la época. La estación está pintada de rojo y negro. Dos escaleras localizadas en lados opuestos engalanan la entrada al museo, en el que los turistas pueden observar la tecnología usada contra los fuegos en el segundo piso.